# Voiaj pe Dunăre (film)
Voiaj pe Dunăre reprezintă un film realizat în 1913 de către compania de teatru a Marioarei Voiculescu. Producător a fost Leon Popescu, prin societatea sa „Filmul de Artă Leon Popescu”. Nu se cunosc date despre premiera filmului.